# Adams County, North Dakota
Adams County är ett administrativt område i delstaten North Dakota, USA, med 2 343 invånare. Den administrativa huvudorten (county seat) är Hettinger.

## Geografi
Enligt United States Census Bureau har countyt en total area på 2 561 km². 2 558 km² av den arean är land och 3 km² är vatten.

### Angränsande countyn
- Hettinger County - nord
- Grant County - nordöst
- Sioux County - öst
- Perkins County, South Dakota - syd
- Harding County, South Dakota - sydväst
- Bowman County - väst
- Slope County - nordväst